# Sassierges-Saint-Germain
Sassierges-Saint-Germain è un comune francese di 463 abitanti situato nel dipartimento dell'Indre nella regione del Centro-Valle della Loira.

## Società

### Evoluzione demografica
Abitanti censiti